# 約翰·安德魯斯 (緬因州政治人物)
約翰·安德魯斯（英語：John Andrews；？—），美國政治人物，是自2018年代表緬因州眾議院第七十三選區的緬因州眾議院議員，當選時為共和黨籍，但2020年因為他不滿黨內议会领袖分配給他委員會職務而轉投自由意志黨，亦因此成為缅因州议会首位第三党議員，2022年重返共和黨。

## 個人生活
安德魯斯在2001年於新罕布什爾大學以學士學位畢業，與妻子珍妮特·安德魯斯住在緬因州帕里斯，育有2位孩子。